# Myrmecia regularis
Myrmecia regularis is een mierensoort uit de onderfamilie van de Myrmeciinae. De wetenschappelijke naam van de soort is voor het eerst geldig gepubliceerd in 1925 door Crawley.